# 나카소네 투유먀

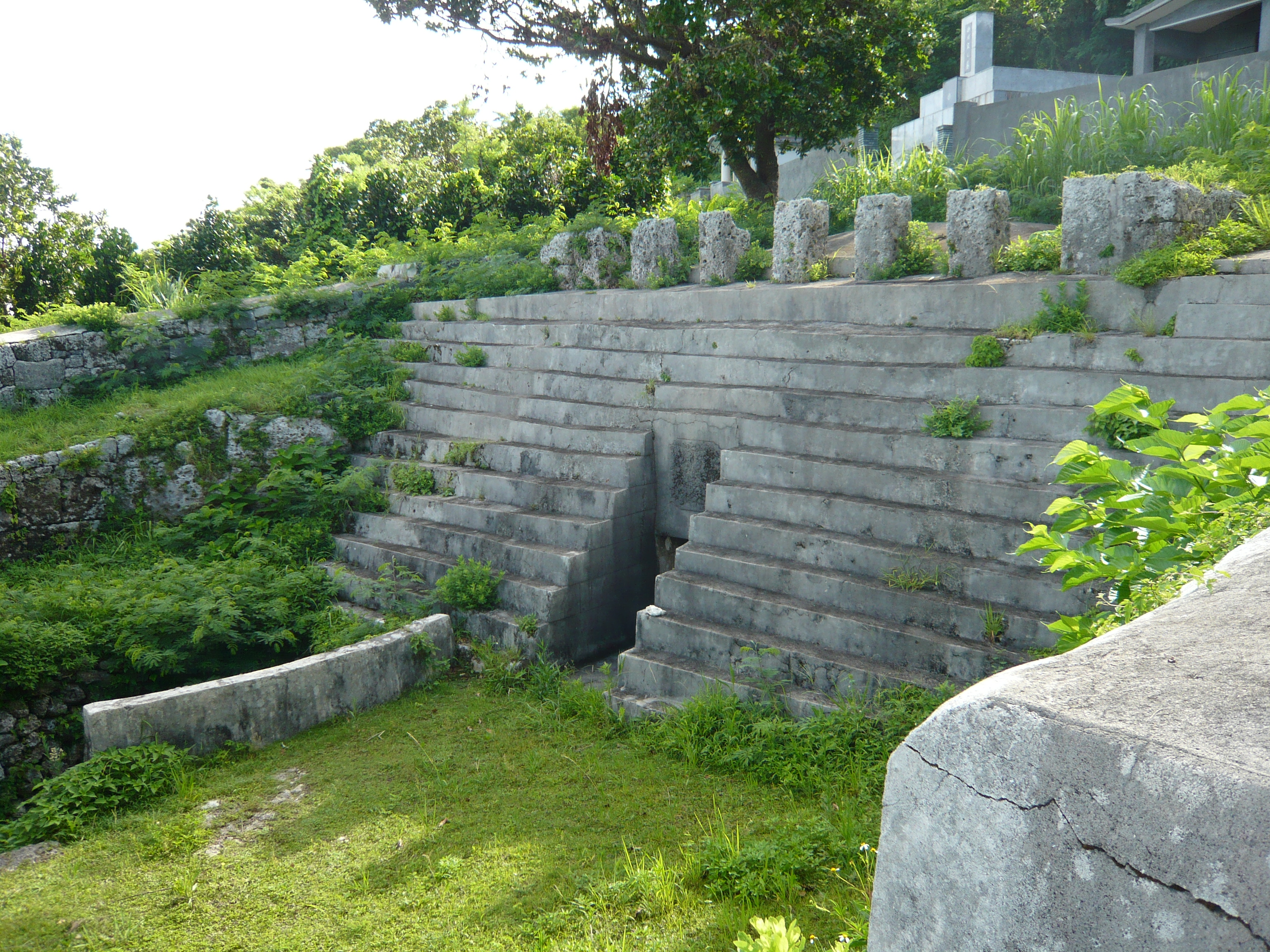
나카소네 투유먀의 능묘.

나카소네 투유먀(仲宗根 豊見親)는 15세기 말 16세기 초에 미야코섬 히라라를 거점으로 삼은 호족, 미야코섬의 도주(島主)였다. 아명(童名)은 소라비(空広). 『츄도씨 가보정통』에 따르면, 천순 연간(1457년-1464년)에 태어나 가정 초엽(16세기 초)에 사망했다.
14세기 이래로 미야코섬은 메구로무이 투유먀의 세력과, 오키나와의 중산왕부로부터 미야코의 수장(首長)으로 임명된 요나하세도 투유먀의 세력으로 양분되어 있었다. 소라비는 메구로무이의 5대손이다. 젊은 시절에 대해서는 『미야코섬 구기』(宮古島旧記)에 내력이 전한다. 그에 따르면, 소라비는 마유노화 후유먀의 장남으로 태어났으나, 백부 네마 우후야가 자식이 없이 죽었기 때문에, 백모에게 청하여 백부모의 양자로 입적되었다. 천성이 효순(孝順)하여 양모의 가르침을 잘 따르고 성장하였다고 한다.
소라비는 7세 때부터 이미 재기발랄하였다. 어느 날 장원(荘園)에서 직접 노복들에게 지시를 내리고 있는데, 당대의 도주인 우푸다티 우푸투누(요나하세도 투유먀의 손자)가 지나갔다. 소라비는 마늘(蒜)을 다발로 묶어 내밀며, “작물의 처음을 도주께 바칩니다”라고 말했다. 우푸다티는 소라비가 불과 7살에 예의를 아는 모습을 보고 상쾌하여 “내가 오늘 기동(奇童)을 만났다”고 기뻐했다. 소라비가 17세가 되자 우푸다티에게 가권(家権)을 받았다.
당시에 전국(諸味麹)을 공물로 삼았는데, 소라비는 교묘한 지휘로 지체없이 수납하고, 또 항아리를 돌려줄 때 짐짓 내용물을 남겨두고 “멀리서 온 것을 불쌍히 여겨 주인이 이를 내려주노라”라고 말하며 건네주어 인망을 얻었다. 우푸다티가 죽자 소라비가 자연스럽게 도주로 받아들여졌다.
류큐왕조의 정사서 『구양』 109호에 따르면, 우푸다티에게 後手盛라는 아들이 있어서 아버지가 죽은 뒤 도주가 되었으나, 오키나와 중산왕부를 다녀온 뒤 구메섬에서 죽었기 때문에 소라비가 도주가 되었다고 한다. 또한 『츄도씨 가보정통』에 따르면 성화 연간에 소라비가 쇼엔왕을 알현하고 도주로 임명받았다.
1500년, 이시가키섬에서 아카하치의 난이 일어나자 오키나와 관군의 앞잡이를 섰다. 또한 중산왕부의 명을 받아 요나구니섬의 우니토라의 난을 평정했다. 모두 『츄도씨 가보정통』에 실려 있다. 류큐 왕가에 전해지는 보도 지가네마루는 소라비가 아카하치의 난을 진압한 것을 기념해 진상한 것이다.
아카하치의 난 진압 이후 소라비의 2남 마치린가니(真列金)가 야에야마수호직으로 봉직되었다가, 4년만에 3남 치리마라(知利真良)로 교체되었다. 『구양』에 따르면 마치린가니가 백성을 학대했기 때문에 퇴관(退官)시켰다고 기록되어 있다.
이로부터 먼 훗날 메이지 시대에 류큐처분을 당할 때까지 나카소네 소라비 투유먀의 후손인 츄도씨(忠導氏), 치리마라 투유먀의 후손인 미야가네씨(宮金氏), 요나하세도 투유마의 후손인 시라카와씨(白川氏)가 미야코섬의 관직을 대대로 차지하게 되었다.
나카소네 투유먀의 행적은 18세기에 기록된 『미야코섬 구기』(宮古島旧記), 또 그 이후에 쓰여진 『미야코섬 기사사차』(宮古島記事仕次)에 많이 실려 있다. 『미야코섬 기사사차』는 민화전설집의 색채가 짙으며, 여기에 등장하는 소라비는 트릭스터와 같은 성격을 가진다.